# Johann Stamitz
Johann Wenzel Anton Stamitz, češko: Jan Václav Antonín Stamic, češki skladatelj in violinist, * 19. junij 1717, Deutschbrod (češko: Havlíčkův Brod), † 27. marec 1757, Mannheim.
Johanna Stamitza štejemo za ustanovitelja mannheimske šole. 
Njegova sinova sta klasicistična skladatelja Anton in Karl Philipp Stamitz.

## Dela (izbor)
- 12 violinskih koncertov
- okrog 60 sinfonij
- 10 orkesterskih triov
- maša